# نورسکه اسکوگ
نورسکه اسکوگ (انگلیسی: Norske Skog) شرکت کاغذسازی نروژی است، که در سال ۱۹۶۲ تأسیس شد.